# Judith Stumper
Judith Stumper, Geburtsname Borbely, später Patouliou (* 14. August 1965), ist eine ehemalige rumänische und heute deutsche Tischtennisspielerin. Sie gewann 1986 die Deutsche Meisterschaft im Doppel.

## Werdegang
Stumper wuchs unter ihrem Geburtsnamen Borbely in Rumänien auf. 1982 vertrat sie ihr Heimatland bei den europäischen Juniorenmeisterschaften im österreichischen Hollabrunn. Zusammen mit Olga Nemes erreichte sie das Endspiel im Doppel.
Im Anschluss an diese Europameisterschaften floh sie nach Deutschland und schloss sich dem MTV Stuttgart an. Im gleichen Jahr heiratete sie Rudolf Stumper (* 1958), ein ebenfalls in Rumänien geborener Tischtennisspieler. Mit ihm hat sie eine Tochter, die Tischtennisnationalspielerin Laura Stumper-Robertson. Ihren größten Erfolg erzielte sie 1986 in Stadtallendorf, als sie mit Olga Nemes die deutsche Meisterschaft im Doppel gewann. Zudem erreichte sie im Mixed mit Reinhard Sefried das Halbfinale.
Im gleichen Jahr wechselte sie zum Bundesligaverein ATSV Saarbrücken. Als dieser am Ende der Saison 1986/87 seine Damenmannschaft aus der Bundesliga zurückzog kehrte sie zum MTV Stuttgart zurück. Ihre nächsten Vereinsstationen waren TSV Betzingen (1988–1990, Aufstieg in 2. Bundesliga), VfL Sindelfingen (2. Bundesliga, 1990–1993), DJK Willich (ab 1993), MTV Stuttgart (ab 1995).
Um 1987 hatte sich Judith Stumper von Rudolf Stumper getrennt. 1994 heiratete sie noch einmal und trat danach unter dem Namen Judith Patouliou auf.

## Turnierergebnisse
| Verband | Veranstaltung                         | Jahr | Ort        | Land | Einzel | Doppel | Mixed | Team |
| ------- | ------------------------------------- | ---- | ---------- | ---- | ------ | ------ | ----- | ---- |
| ROU     | Jugend-Europameisterschaft (Junioren) | 1982 | Hollabrunn | AUT  |        | Silber |       |      |